# Nemzetiszocialista Német Munkáspárt

A párt jelképe, a horogkereszt

A Nemzetiszocialista Német Munkáspárt (németül Nationalsozialistische Deutsche Arbeiterpartei kiejtéseⓘ, röviden: NSDAP, a közbeszédben gyakran „náci párt”) német szélsőjobboldali  nevű politikai párt 1933 és 1945 között vezette Németországot. A náci (Nazi) kifejezés a német „Nationalsozialist” (nemzetiszocialista) szó rövidített alakjából származik (egyben az Ignác keresztnév német megfelelőjének becézése).
A párt Adolf Hitler vezetésével jutott hatalomra 1933-ban, főleg a németek militarizmusára és az első világháború utáni megaláztatások miatti revansvágyra apellálva. Az NSDAP hatalomra jutása után totális diktatúrát vezetett be, és megalapította a Harmadik Birodalmat. A NSDAP volt az egyetlen legális politikai erő a náci Németországban a weimari köztársaság bukása után 1933-tól a második világháború végéig, 1945-ig.
Az NSDAP elveiből és tetteiből egy új politikai ideológia, a nácizmus alakult ki. A világháború után a pártot betiltották, vezetőit pedig perek – köztük a fő nürnbergi per – keretében emberiségellenes bűntettekért ítélték el.

## Út a hatalomig
1918. november 10-én II. Vilmos lemondott, majd Hollandiába távozott. Ebert vezetésével mérsékelt szociáldemokratákból álló kormány alakult. November 11-én a franciaországi Compiegne-ban Németország fegyverszünetet kötött. Az új állam nehézségei: a hatalom legalizálása.
1919. januárban választásokat tartottak, majd februárban Weimarban összeült az alkotmányozó nemzetgyűlés, amely 1919. július 31-én elfogadja az alkotmányt, így létrejön a weimari Németország. Az alkotmány főbb pontjai:
- Németország szövetségi köztársaság lett.
- Az állam élére elnök került, viszonylag tág jogkörrel. Jogában állt kineveznie a kancellárt, rendkívüli helyzetekben figyelmen kívül hagyhatta a kormányt, illetve jogában állt rendeletekkel kormányozni.
- A szövetségi állam törvényhozó hatalma a Reichstag lett, ez volt a birodalmi gyűlés.
- Deklarálták a demokráciát és az emberi és polgári szabadságjogokat.

A nyomorgás folyamatos szélsőjobboldali puccskísérletekhez vezetett. A puccsok Berlinben kezdődtek, majd Brémában folytatódtak.
1919 áprilisában azonban megalakult a Bajor Tanácsköztársaság is.
1923-ban Hamburgban kitört az utolsó munkásfelkelés.
1923. január 11-én francia és belga csapatok szállták meg a Ruhr-vidéket, hogy kikényszerítsék a jóvátételt (Ruhr-válság). Mivel a németeknek sem diplomáciai, sem katonai ereje nem volt, céltalan sztrájkokba kezdtek. A német gazdaság ebbe belerokkant, és a franciáknak is ráfizetés volt a megszállás. A válság alatt új kormány került hatalomra Gustav Stresemann vezetésével. Stresemann teljesítési politikát képviselt: folyamatosan fizették a jóvátételt, ill. fel akarták számolni Németo. nemzetközi elszigeteltségét.
Eredeti neve Német Munkáspárt (DAP) volt. A bajorországi Münchenben alakult párt egyike volt az akkor létező számos pártnak. Szociális programja nem volt határozott irányvonalú. A párt kiemelkedése a többi kis politikai csoport közül akkor kezdődött, mikor Adolf Hitler belépett a pártba, és tehetséges vezérszónoknak bizonyult. Hitler először hadsereg ügynökeként került kapcsolatba a DAP-val. Mikor megismerkedett annak politikai elképzeléseivel, eldöntötte, hogy belép (1919).
A DAP-t ekkor még Anton Drexler vezette. A párton belül Adolf Hitler felemelkedését a szónoklatai által szerzett népszerűsége és Ernst Röhm (müncheni szabadcsapatok századosa) „rohamcsapata” biztosította, aki ekkoriban még teljes mértékben támogatta Hitlert. Hitler szerepe olyan gyorsan nőtt, hogy 1920. február 24-én már ő terjesztette elő a párt programját, amiben már ekkor szerepel a zsidók állampolgári jogainak megvonása, és az ekkor szélsőjobboldali körökben általánosan elfogadott nézet, miszerint követelték a versailles-i békeszerződés felmondását.
Szerepének növekedését jelezte, hogy a DAP az ő kezdeményezésre vette fel a Nemzetiszocialista Német Munkáspárt nevet. Ezután a párt szinte a párton belüli korlátlan jogkörrel ruházta fel, amivel a párt vezére (Führer) lett, így innentől nem tartottak szavazásokat, Hitler szava döntött minden kérdésben (1921. július 29.) Ekkor jött létre az SA (Sturmabteilung – Rohamosztag), ami a párt első fegyveres szervezete volt, bár ekkor még „Torna és Sportrészleg” fedőnévvel szerepelt. Vezetői az eddig is hasonló feladatokat ellátó Ernst Röhm és Hermann Göring voltak.
1923-tól a pártban már egyértelműen az a szemlélet uralkodott, hogy a hatalom megszerzésének módja a fegyveres puccs. Ennek jegyében innentől állandósultak az utcai provokációk, amik elsősorban a baloldali szervezetek, főleg a kommunisták ellen irányultak. A párt gyűlésein is mindennaposak voltak a verekedések. Közben Hitler támogatókat szerzett a vezető körökből, akik anyagi és politikai alapot biztosítottak a párt működéséhez.
Ez a folyamat novemberben érte el a végkifejletét egy sikertelen puccskísérletben (sörpuccs), amelynek célja a berlini birodalmi kormány megbuktatása volt (az országban ekkor az állandó provokációk miatt rendkívüli állapot volt érvényben). A puccs során Hitler az SA segítségével letartóztatta Kahr bajor miniszterelnököt, de célját a hadsereg közbelépése miatt nem érte el.
Hitlert ezután hazaárulás vádjával bíróság elé állították, de az általános közhangulat és kapcsolatai miatt alig 13 hónapos börtönbüntetést kellett letöltenie. Ezalatt írta meg könyvét, a Mein Kampfot, ami a párt ideológiai alapjait biztosította a továbbiakban.
A pártot betiltották, de a weimari köztársaság gyengesége miatt már az 1924-es választásokon is elindult. Ez jelezte a párt új irányvonalát is, miszerint a hatalmat a továbbiakban puccs helyett választások útján kívánták megszerezni. 1929-ig kiépítették országos szervezetüket és bár az 1924-es és 1928-as választásokon csak néhány százaléknyi szavazatot kaptak, a taglétszámuk egyre nőtt, és megalakult a másik fegyveres csoportjuk, ami elitalakulat jelleggel a párt és a Führer személyes védelmét látta el. Neve ennek megfelelően Schutzstaffel (SS; védőosztag) lett. Tovább növelte a párt erejét, hogy egyre jelentősebb tőkés csoportok támogatását élvezték. Bár a választási eredményei miatt ekkor még nem volt meghatározó politikai erő, de többen már ekkor felismerték a veszélyt, amit a náci párt a fennálló rendre jelentett, így a kommunisták is, akikkel továbbra is rendszeresek voltak az utcai összecsapásaik.
1929 fordulópont volt a párt történetében is. A gazdasági válság és az állandósult utcai munkás összecsapások – amelyek egyik fő provokátora továbbra is az SA – és tüntetések miatt az elkeseredett, kiábrándult és megfélemlített tömegek egyre nagyobb számban álltak az NSDAP mögé.

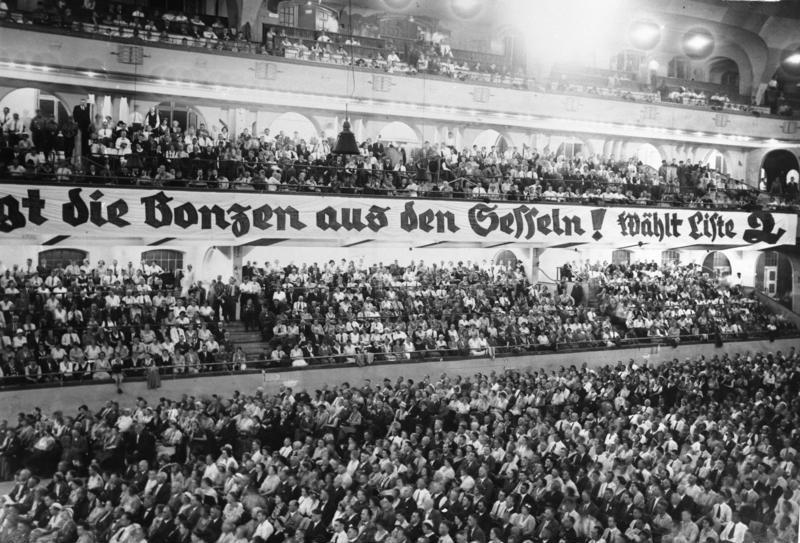
Az NSDAP választási gyűlése egy berlini sportcsarnokban 1932-ben

A válság eredményeképpen 1930-ban megbukott a szociáldemokrata kormány. A helyzet stabilizálására bevezették az elnöki kormányzást, és választásokat tartottak, amin az NSDAP első jelentősebb eredményét érte el. A képviselői helyek 18%-át szerezte meg, ezzel a második legjelentősebb politikai erővé vált. Ezután Hitler és pártja szövetséget kötött a vezető tőkésekkel (Harzburgi Front; 1931). A válság elmélyülése miatt újabb választást tartottak. Bár a lakosság teljes létbizonytalanságban élt és a munkanélküliség tömeges méretűvé vált, a NSDAP mégis több tízmillió márkát volt képes költeni a választási kampányára a támogató vezető gazdasági elitnek köszönhetően. A programjuk nem változott, nyíltan antiszemita, antikommunista volt, és a fennálló demokratikus rend megdöntését tűzte ki célul, ez egyben a versailles-i békeszerződés semmibe vételét is jelentette. Ezt további demagóg ígéretekkel egészítették ki.
Az eredmény nem maradt el: ekkor a képviselői helyek 38%-át szerezték meg, amellyel a legnagyobb párttá váltak. Viszont a győzelem nem volt egyértelmű, mivel a jelentős erővé érő kommunisták és a még mindig erős szociáldemokraták együtt képesek lettek volna ellenzékbe szorítani a náci pártot, de a munkáspártok összefogása elmaradt, így a politikai válság tovább tartott. Megoldásként az akkori miniszterelnök, Papen, akit Hindenburg köztársasági elnök nevezett ki, egy jobboldali koalíció tervét vázolta fel, ahol az NSDAP és a Centrumpárt alkotná a kormányzó erőt. Hindenburg végül, jobb meggyőződése ellenére, a kormányválság lezárásának érdekében, elfogadta ezt a javaslatot. Így 1933. január 30-án Hitler lett a kancellár és alakított kormányt, igaz, ekkor még a weimari alkotmány keretei között.

## Az NSDAP Németország élén
Hatalmon a NSDAP továbbra is erőszakos politikát folytatott, és a Reichstag épületének felgyújtását alkotmányos rend elleni támadásként értékelve, ürügyként használták a polgári és szabadságjogok korlátozásához. Ezután politikai tisztogatások és leszámolások a kezdődtek Hitler belső és külső ellenfeleivel szemben.
Hitler viszonya Röhmmel eddigre megromlott. Ennek egyik oka volt, hogy Röhm szerette volna, ha a Birodalom hivatalos hadserege az SA lett volna, viszont ez a vezető katonai körök ellenkezését váltotta volna ki. Hitler nem kockáztatott egy esetleges puccsot, ezért ellentét alakult ki a pártvezetésen belül.
"Megoldásként" Hitler 1934. június 30-án éjszaka („hosszú kések éjszakája”) egy Rajna-vidéki épületben tartózkodó SA vezetőket álmukból felverte, Münchenbe szállíttatta és kivégeztette. Röhm „kegyelmet” kapott és saját kezével végezhetett magával. A külső politikai ellenfelekkel a különleges hatalommal felruházott Hitler gyorsan és igen erőszakosan bánt el, a NSDAP-n kívül minden pártot betiltott.
Azonban minél inkább behálózta a náci párt a német társadalom minden területét, a tényleges pártszervezet annál inkább elvesztette a jelentőségét a rezsim hatalmi struktúrájában.
Hitler uralma erőteljesen személyközpontú maradt és alárendeltjei, mint például Himmler és Goebbels hatalma sokkal inkább az ő kegyeitől, szándékainak megfelelő értelmezésétől függött, mintsem a pártban elfoglalt pozíciójuktól.
A sztálini idők Szovjetunió Kommunista Pártjától eltérően az NSDAP-nak nem volt tényleges vezető testülete vagy meghatározott döntéshozatali mechanizmusa, mint amilyen a kommunisták pártkongresszusa vagy központi bizottsága volt.
Formálisan Hess által vezetett pártkancellária irányította a pártot, ám tényleges befolyása nem volt, mivel maga Hess is csekély jelentőségű figura maradt.
Miután 1941-ben egy félresikerült békekötési kísérlet céljából Nagy-Britanniába repült, Martin Bormann követte tisztségében. Vele nyerte el a pártkancellária régebbi hatalmát, legfőképpen azért, mert maga Hitler támogatta és politikai titkáraként alkalmazta Bormannt.
A rendszerben a tényleges hatalmat Hitler titkársága, a Himmler vezette SS és Goebbels propagandaminisztériuma gyakorolta.

## A párt tagjai voltak
Lásd: NSDAP-tagok kategóriát

### Vezető párttagok
| Kép | Név                    | Élt         | Tisztség                                             |
|     | Adolf Hitler           | (1889–1945) | A Német Birodalom Führere                            |
|     | Heinrich Himmler       | (1900–1945) | A Német Birodalom belügyminisztere                   |
|     | Joseph Goebbels        | (1897–1945) | A Német Birodalom kancellárja                        |
|     | Karl Dönitz            | (1891–1980) | A Német Birodalom elnöke                             |
|     | Rudolf Heß             | (1894–1987) | A Führer helyettese                                  |
|     | Hermann Göring         | (1893–1946) | Poroszország miniszterelnöke                         |
|     | Joachim von Ribbentrop | (1893–1946) | A Német Birodalom külügyminisztere                   |
|     | Martin Bormann         | (1900–1945) | A Nemzetiszocialista Német Munkáspárt pártminisztere |
|     | Baldur von Schirach    | (1907–1974) | A Hitlerjugend vezetője                              |
|     | Hans Frank             | (1900–1946) | A Lengyel Főkormányzóság főkormányzója               |
|     | Ernst Röhm             | (1887–1934) | SA vezérkarának főnöke                               |
|     | Erich Ludendorff       | (1865–1937) |                                                      |

### További párttagok
- Adolf Eichmann
- Albert Forster „Gauleiter” és teljhatalmú megbízott Gdańskban (Danzig).
- Alfred Rosenberg a nevelés- és iskolaügyért felelős birodalmi meghatalmazott
- Hjalmar Schacht a „Reichsbank” elnöke, gazdasági miniszterként a „Mefo-váltó” megteremtője.
- Walter Schultze a német Vöröskereszt elnöke
- Albert Speer építész
- Edmund Veesenmayer Hitler teljhatalmú magyarországi megbízottja
- Ernst Freiherr von Weizsäcker Richard von Weizsäcker édesapja, Joachim von Ribbentrop külügyminiszteri államtitkára
- Gerhard Beil, 1986-1990 között az NDK külkereskedelmi minisztere
- Wernher von Braun, az Amerikai Egyesült Államok holdutazás-programjának vezetője
- Karl Carstens
- Arnold Gehlen, konzervatív filozófus és szociológus
- Hans-Dietrich Genscher, 1974-1992 között az NSZK külügyminisztere
- Heinrich Harrer, hegymászó és geográfus-kutató (életét a "Hét év Tibetben" c. film dolgozta fel)
- Walter Jens, baloldali liberális irodalomtörténész, író
- Herbert von Karajan, karmester
- Kurt Georg Kiesinger 1966-1969 között az NSZK miniszterelnöke, kancellár
- Konrad Lorenz osztrák Nobel-díjas (1973)
- Walter Scheel, 1974-1979 között az NSZK államelnöke
- Oskar Schindler, nagyvállalkozó
- Carl Schmitt, konzervatív államügyész, jogfilozófus
- Hans Ernst Schneider Hans Schwerte néven irodalomtörténész
- Gerhard Schröder 1953-1969 között az NSZK kereszténydemokrata minisztere (nem azonos Gerhard Schröder kancellárral)
- Fritz Thyssen nagyvállalkozó
- Kurt Waldheim 1972-1981 között az ENSZ főtitkára, 1986-1992 között Ausztria államelnöke
- Adolf Dassler Az Adidas alapítója

## Mottók, szlogenek, kifejezések
- Sieg Heil! Sieg Heil! Sieg Heil!
  - „Szent a győzelem!” (Egy időben a Wehrmachton belüli köszönés is volt)
- Ein Volk, ein Reich, ein Führer!
  - „Egy nép, egy birodalom, egy vezér!”
- Deutschland, erwache!
  - „Németország, ébredj!” (Dietrich Eckart műveként ez volt a címe egy népszerű náci dalnak, és számos propagandaplakáton is megjelent)
- Meine Ehre heißt Treue
  - „Becsületem a hűség" (Az SS jelmondata)
- Die Juden sind unser Unglück!
  - „A zsidók a mi szerencsétlenségünk!” (a nemzetiszocialisták egyik fő jelmondata)
- Lang lebe unser ruhmvoller Führer!
  - „Sokáig éljen dicső vezérünk!”
- Heute Deutschland, morgen die Welt!
  - „Ma Németország, holnap a világ!”
- Sicher ist der Jude auch ein Mann, aber der Floh ist auch ein Tier
  - „Természetesen a zsidó is ember, de a bolha is állat”
- Gott mit uns!
  - "Velünk az Isten! (A Wehrmacht jelmondata, melyet a Wehrmacht katonai övcsatjaiba is belevéstek.)

## Választási eredmények
| dátum                | szavazatok száma (millió) | arány | képviselők száma |
| -------------------- | ------------------------- | ----- | ---------------- |
| 1924. május 4.       | 1,92                      | 6,5%  | 32               |
| 1924. december 7.    | 0,91                      | 3,0%  | 14               |
| 1928. május 20.      | 0,81                      | 2,6%  | 12               |
| 1930. szeptember 14. | 6,41                      | 18,3% | 107              |
| 1932. július 31.     | 13,75                     | 37,4% | 230              |
| 1932. november 6.    | 11,74                     | 33,1% | 196              |
| 1933. március 5.     | 17,28                     | 43,9% | 288              |